# Benedict Cayenne
Benedict Hutchinson Cayenne dit Ben Cayenne, (né le 22 mars 1944 à  Barrackpore (en) et décédé le 1er novembre 2014 à Philadelphie) est un athlète trinidadien, spécialiste du 400 m et du 800 m.

## Biographie
Ben Cayenne était principalement un coureur de 800 m bien qu'il participe aux relais 4×400 m avec Trinité-et-Tobago. Il représente son pays aux Jeux olympiques d'été de 1968 et se classe 8e du 800 m. Avec l'équipe de 4×400m, il se classe 6e. 
Il remporte des médailles lors des Jeux d'Amérique centrale et des Caraïbes de 1966, tout comme lors de l'édition 1970 des Jeux de l'Empire Britannique. Un an plus tard, aux Jeux panaméricains, il décroche une nouvelle médaille, cette fois-ci en bronze avec le relais 4×400m. 

## Palmarès
| Date | Compétition                              | Lieu      | Résultat | Épreuve | Marque        |
| ---- | ---------------------------------------- | --------- | -------- | ------- | ------------- |
| 1966 | Jeux d'Amérique centrale et des Caraïbes | San Juan  | 3e       | 800 m   | 1 min 54 s 3  |
| 1966 | Jeux d'Amérique centrale et des Caraïbes | San Juan  | 2e       | 4x400 m | 3 min 9 s 4   |
| 1967 | Jeux panaméricains                       | Winnipeg  | 6e       | 4x400 m | 3 min 10 s 82 |
| 1968 | Jeux olympiques                          | Mexico    | 8e       | 800 m   | 1 min 54 s 3  |
| 1968 | Jeux olympiques                          | Mexico    | 6e       | 4x400 m | 3 min 4 s 54  |
| 1970 | Jeux du Commonwealth britannique         | Édimbourg | 2e       | 800 m   | 1 min 47 s 42 |
| 1970 | Jeux du Commonwealth britannique         | Édimbourg | 2e       | 4x400 m | 3 min 5 s 49  |
| 1971 | Jeux panaméricains                       | Cali      | 7e       | 800 m   | 1 min 51 s 95 |
| 1971 | Jeux panaméricains                       | Cali      | 3e       | 4x400 m | 3 min 4 s 58  |

## Records
| Épreuve | Épreuve   | Temps         | Lieu   | Date            |
| ------- | --------- | ------------- | ------ | --------------- |
| 800 m   | Plein air | 1 min 46 s 83 | Mexico | 14 octobre 1968 |
| 4x400 m | Plein air | 3 min 4 s 54  | Mexico | 20 octobre 1968 |